# Gerard Gregg
Gerard Gregg (8 dicembre 1971) è un ex calciatore britannico originario di Turks e Caicos, di ruolo portiere.

## Carriera

### Club
Ha cominciato la carriera nel 2003, militando per vari anni nel KPMG United.

### Nazionale
Ha esordito in Nazionale nel 2004, giocando partite valide per le qualificazioni ai Mondiali 2006.